# 日野交通 (東京都)
日野交通株式会社（ひのこうつう）は、東京都日野市を中心にタクシーの運行や、不動産の賃貸業務を行っている事業者である。

## 沿革
- 1954年9月 一般旅客自動車運送事業を開始。
- 1992年4月 特定旅客自動車運送事業を開始。

## 概要
日野市を中心として営業している。

### 事業区域
- 日野市、多摩市、八王子市、稲城市、町田市

### 保有車両
- タクシー　50両
- 福祉タクシー　1両
- 特定タクシー　1両